# Терри, Элис
Элис Терри (англ. Alice Terry, урождённая Элис Фрэнсис Тааффе (англ. Alice Frances Taaffe), 29 июля 1899 — 22 декабря 1987) — американская актриса.
Терри, уроженка Индианы, дебютировала на киноэкранах в 1916 году фильме «Не моя сестра» с Бесси Баррискейл и Уильямом Дезмондом Тейлором в главных ролях. В 1921 году она сыграла одну из самых известных своих ролей — Маргариту в эпическом военном фильме её супруга Рекса Ингрэма «Четыре всадника Апокалипсиса», где её коллегой по экрану был Рудольфо Валентино. Элис Терри продолжала сниматься до конца 1920-х годов, появившись ещё в десятке картин, среди которых «Покоряющая сила» (1921), «Пленник Зенды» (1922), «Скарамуш» (1923), «Великое разделение» (1925) и «Сады Аллаха» (1927). Всего её фильмография насчитывает 29 картин, из которого до наших дней дошли только 17.
С началом эры звукового кино она вместе с мужем завершила карьеру. После смерти Инграма в 1950 году у Терри был роман с актёром Джеральдом Филдингом, до его кончины в 1956 году. Последние годы жизни актриса провела в Калифорнии, где скончалась в 1987 году в возрасте 88 лет. Её вклад в киноиндустрию США отмечен звездой на Голливудской аллее славы.